# コンスタンティン・ヒールル
コンスタンティン・ヒールル（Konstantin Hierl、1875年2月24日 - 1955年9月23日）は、ドイツの軍人、政治家。国家社会主義ドイツ労働者党（ナチス）の勤労組織、国家労働奉仕団（RAD）総裁を務めた。またかつての軍人時代の部下は後にドイツ国防軍の幹部となるアルフレート・ヨードルであった。陸軍の最終階級は名誉少将。

## 来歴

### 軍人
1875年2月24日にバイエルン王国のパースベルクで生まれる。高等学校卒業後の1893年にバイエルン王国軍の士官候補生となり、1895年に中尉に昇進し、1902年にバイエルン士官学校を卒業する。1909年には大尉に昇進し、歩兵連隊指揮官に任命される。第一次世界大戦では西部戦線に従軍。中佐に昇進後はドイツ陸軍第6軍参謀を務めた。
1918年11月のドイツ革命勃発後はドイツ義勇軍の一部隊の指揮官となり、黒い国防軍の一翼を担った。1919年1月のスパルタクス団蜂起鎮圧にも参加した。1923年11月のミュンヘン一揆に参加したが、陸軍司令官ハンス・フォン・ゼークトの不興を買い大佐の階級でヴァイマル共和国軍から除隊させられた。1927年にはタンネンベルク団に参加している。

### ナチ党幹部

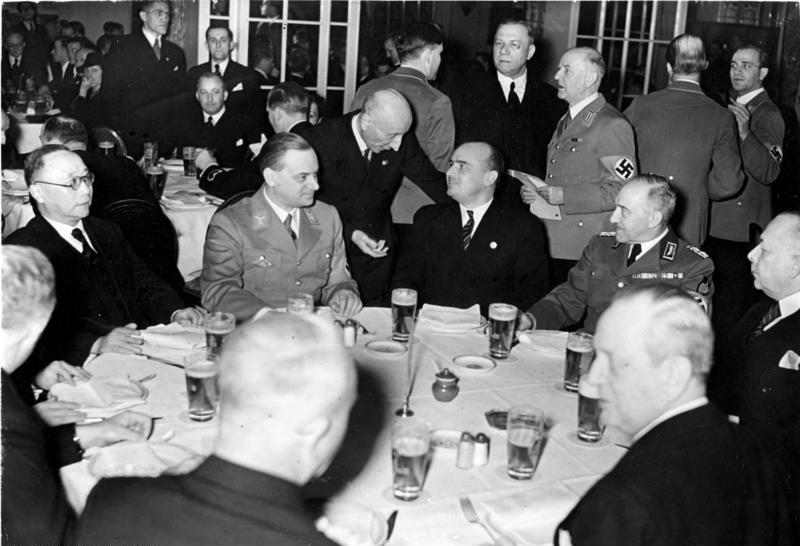
左からローゼンベルク、フランク、ヒールル（1939年）

1929年にナチ党に入党（党員番号126,752）、友人のグレゴール・シュトラッサーによって第二組織全国指導部長に任命され、1932年まで務めた。1930年ドイツ国会選挙で当選し、国会議員となり、1931年6月5日に国家社会主義義勇勤労奉仕団（NSAD）総裁に就任する。
ナチ党の権力掌握後、アドルフ・ヒトラーは労働組織を掌握するため、ヒールルを1933年3月に労働省次官に任命する。しかし、労働大臣フランツ・ゼルテの抵抗に遭い、1934年7月には労働問題国家弁務官に転任した。1935年6月6日に国家勤労奉仕法によって、国家社会主義義勇勤労奉仕団は国家組織となり、国家労働奉仕団に改称された。総裁であるヒールルは全国労働指導者に任命され、1936年には労働全国指導者に就任し党最高指導部の一員となり、黄金ナチ党員バッジを授与された。1943年8月23日には無任所大臣に任命されている。
戦時中の国家労働奉仕団は、損傷を受けた道路の修復、滑走路の構築及び修復、前線部隊への食料や弾薬の供給などの作業に従事し、後期には軍事訓練やドイツ国防軍への徴用も行われた。末期に設立された国民突撃隊に国家労働奉仕団が吸収される可能性があったものの、ヒールルは自身の権力維持のためにこれを拒否した。1945年2月24日にドイツ勲章を授与をされている。
戦後、非ナチ化裁判により有罪判決を受け、労働強制収容所で5年過ごした。1955年9月23日にハイデルベルクで死去。